# Məmməd Quliyev (Komponist)

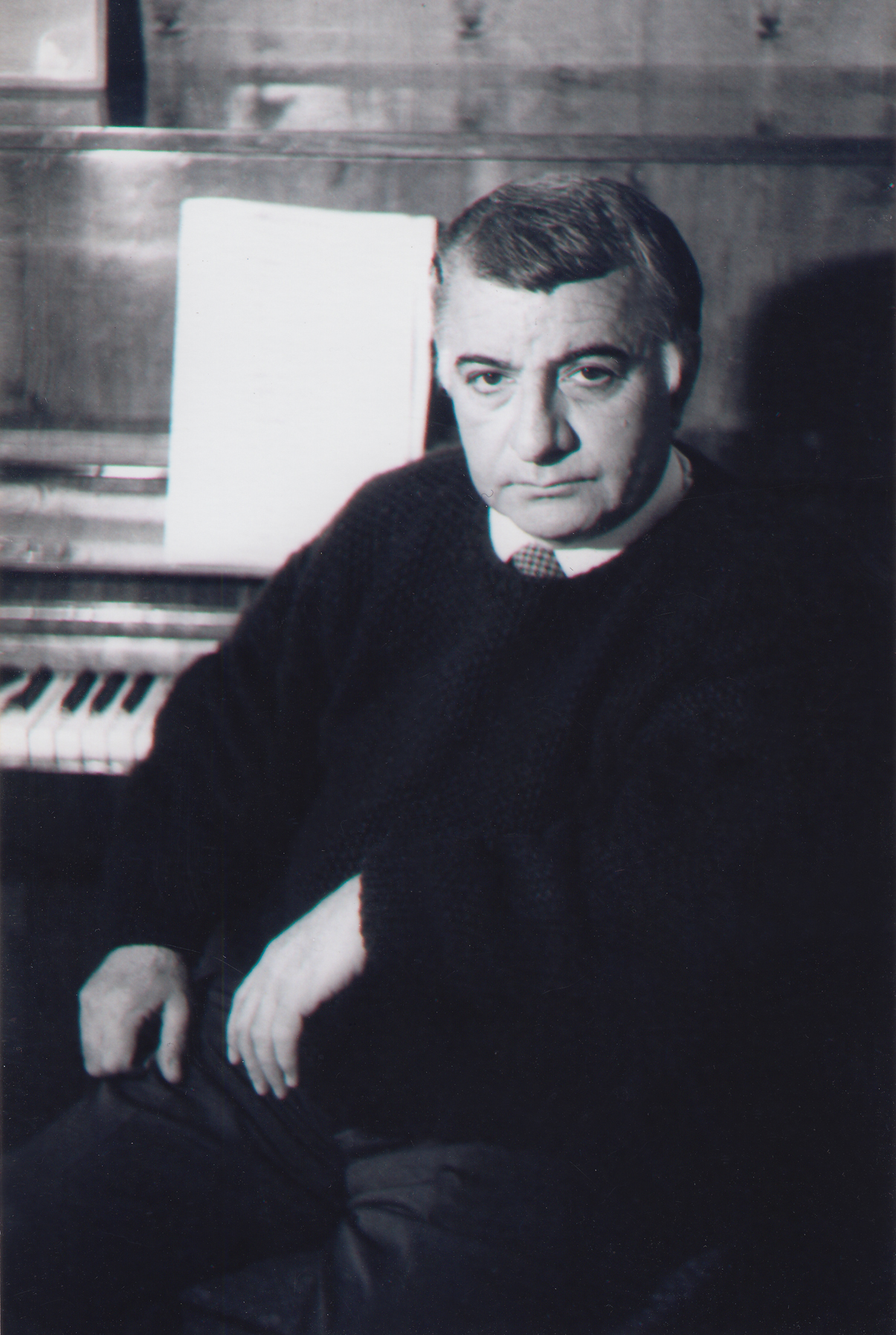
Məmməd Quliyev

Məmməd Mehdi oğlu Quliyev (auch Mämmäd Quliyev; russisch Мамед Мехти оглы Кулиев; * 9. Februar 1936 im Rajon Göyçay, Aserbaidschanische SSR, Sowjetunion; † 2. Oktober 2001) war ein sowjetisch-aserbaidschanischer Komponist.

## Leben
Məmməd Quliyev erlernte autodidaktisch das Saiteninstrument Tar. Er besuchte die Tarklasse R. Məmmədbəyli und die Kompositionsklasse Midhət Əhmədov (* 1914) des Bakı Musiqi Texnikum mit dem Abschluss im Jahr 1958.  Darauf ging er in die Kompositionsklasse Qara Qarayevs am Aserbaidschanischen Staatskonservatoriums und wurde dort 1963 graduiert. Die erste Sinfonie war sein erstes großes Werk. Er verfasste sie für sein Kompositionsdiplom, wurde von der Prüfungskommission ausgezeichnet. Məmməd Quliyev war seit 1966 Mitglied des aserbaidschanischen Komponistenverbandes und später Mitglied des Vorstands und aktives Mitglied der Fachbereich Sinfonische Musik und Kammermusik. Auch in der Union der Komponisten der UdSSR engagierte er sich und wurde wiederholt in den Vorstand gewählt. In den Folgejahren wurden seine Kompositionen auf Wettbewerben, Festivals, Kongressen und Plenen in der Sowjetunion, aber auch in den Vereinigten Staaten, Frankreich, Deutschland, Italien, Österreich, der Tschechischen Republik, der Slowakei, Polen, Finnland, der Türkei, dem Irak, Ägypten, Kuwait, China, Japan und anderen Ländern erfolgreich präsentiert. Von 1960 bis zu seinem Tod unterrichtete er am Musikkolleg in Baku. Am 19. November 1977 wurde seine 1976 verfasste Oper Aldanmış ulduzlar  uraufgeführt. Sie basiert auf einer Erzählung Mirzə Fətəli Axundov. 1992 erhielt er den Ehrentitel Verdienter Künstler Aserbaidschans. Seine Frau war die Philologin und Pädagogin Cülyetta MirAslan qızı Quliyeva.

## Werke (Auswahl)
Məmməd Quliyev schrieb sieben Symphonien, die  Oper Aldanmış ulduzlar [Verlorene Sterne], diverse Instrumentalkonzerte und große Chorwerke. Darunter befinden sich die Kantata Dədə Qorqud diyar nach einem Text von Fikrət Qoca (* 1935) und ein Requiem, das den Märtyrern, das den Opfern des Schwarzen Januars gewidmet ist. Auch in der dritten Sinfonie verwendet er Texte von Fikrət Qoca und ergänzt das Orchester mit einer Gesangssolistin. Daneben schrieb er weitere kammermusikalische Instrumentalwerke. So schrieb er Werke für eher selten verwendete Instrumente wie Kontrabass, Bassklarinette und Piccoloflöte.